# Tina Thörner
Maria Kristina "Tina" Thörner, né le 26 février 1966 à Säffle, est une copilote de rallyes et de rallyes-raids suédoise.

## Biographie
Elle dispute 76 épreuves en championnat du monde des rallyes, entre 1985 (dès ses 19 ans) et 2002, roulant sur des modèles très variés, allant des marques Volvo à celles de Audi, Lancia, Opel, Ford, Mitsubishi (essentiellement, entre 1993 et 1998), et de Škoda. Elle devient professionnelle en 1990.
Elle a ainsi pu côtoyer sa compatriote Susanne Kottulinsky de 1985 à 1987, l'Anglaise Louise Aitken-Walker de 1990 à 1991, l'Allemande Uwe Nittel de 1996 à 1998 (ainsi que Jutta Kleinschmidt en 1997 en ERC), et ses autres compatriotes masculins Thomas Rådström et Kenneth Eriksson l'un entre 2000 et 2001, l'autre en 2002 finissant sa carrière avec lui en WRC au RAC Rally, la course qui fut également sa toute première en 1985. Ses deux podiums acquis sont une seconde place lors de son rallye national avec K.Eriksson en 2001 sur Mitsubishi Carisma GT Evo 6, et une troisième dans cette même épreuve treize ans auparavant en 1988 lors de sa seule course aux côtés de Lars-Erik Torph, sur Audi Coupé Quattro.
En Championnat d'Europe des rallyes, elle remporte le rallye de Basse-Saxe avec Isolde Holderied en 1993 sur Mitsubishi Galant VR-4, alors que toutes deux participaient cette année-là au championnat allemand.
En 2009 elle remporte encore le rallye du Qatar en MERC, associée au qatari Nasser Al-Attiyah.
En effet, depuis dix ans déjà elle a pris goût aux rallyes-raids, en témoigne le palmarès qui suit, établi sur plus d'une dizaine d'années.
Tina Thörner est aussi coatch sportif et a participé dans son pays à des campagnes anti-droque. Elle a remporté l'émission télévisée suédoise Rampfeber en 2006 en chantant avec Andrés Esteche et a participé à celle de Let's Dance en 2010-11, ainsi qu'à deux programmes de l'Intresseklubben, un show télévisé suédois en 2012.
Elle a été l'épouse du pilote suédois DTM Mattias Ekström de 1997 à 2007.

## Palmarès en rallye-raid (1999-2010)

### Titres
- Double vainqueur de la Coupe du monde des rallyes tout-terrain (cross-country), en 2008 avec N.Al-Attiyah et en 2009 avec le français Guerlain Chicherit, sur BMW X3 du team X-Raid Monster Energy à chaque fois (propriété de l'allemand Sven Quandt);

### Rallye Paris-Dakar

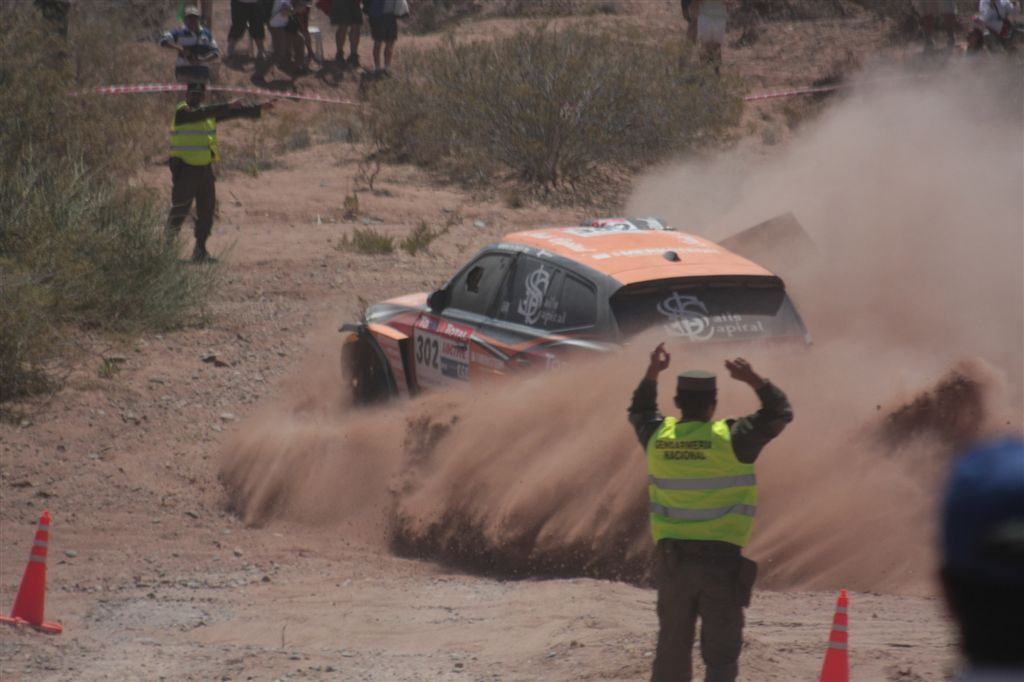
N.Al-Attiyah et T.Thörner lors de l'édition 2009 du Dakar sur BMW X3 X-Raid.

| Année | Pilote             | Voiture            | Classement                                                |
| ----- | ------------------ | ------------------ | --------------------------------------------------------- |
| 1999  | Jutta Kleinschmidt | Mitsubishi Pajero  | 3e (vainqueurs des 3e et 13e étapes)                      |
| 2000  | Jutta Kleinschmidt | Mitsubishi Pajero  | 5e                                                        |
| 2003  | Ari Vatanen        | Nissan Navara      | 7e                                                        |
| 2004  | Colin McRae        | Nissan Navara      | 19e (2 victoires en épreuves spéciales, dont le Lac Rose) |
| 2005  | Colin McRae        | Nissan Navara      | Abd. (vainqueurs des étapes 3 (alors en tête) et 5)       |
| 2006  | Giniel de Villiers | Volkswagen Touareg | 2e                                                        |
| 2007  | Jutta Kleinschmidt | BMW                | 15e                                                       |
| 2009  | Nasser Al-Attiyah  | BMW X3             | Abd.                                                      |
| 2010  | Guerlain Chicherit | BMW X3             | 5e                                                        |

### Victoires en coupe du monde des rallyes tout-terrain
- Rallye du Maroc en 2003 avec G.de Villiers, sur Nissan Navara;
- Baja Portalegre 500 en 2004 avec Colin McRae, sur Nissan Pick Up;
- Abu Dhabi Desert Challenge en 2008 avec N.Al-Attiyah et 2009 avec G.Chicherit, sur BMW X3;
- Baja España-Aragón en 2008 avec N.Al-Attiyah, sur BMW X3;
- Rallye transibérique en 2009 avec G.Chicherit, sur BMW X3;
  - 2e du rallye transibérique en 2008 avec N.Al-Attiyah, sur BMW X3;